# Chrysiptera biocellata
Chrysiptera biocellata és una espècie de peix de la família dels pomacèntrids i de l'ordre dels perciformes.

## Morfologia
Els mascles poden assolir els 12,5 cm de longitud total.

## Distribució geogràfica
Es troba des de l'Àfrica oriental fins a les Illes Marshall, Samoa, les Illes Ryukyu i Austràlia.